# Fred Uhlman
Fred Uhlman, noto anche come Manfred Uhlmann (Stoccarda, 19 gennaio 1901 – Londra, 11 aprile 1985), è stato uno scrittore e avvocato tedesco naturalizzato britannico.

## Biografia
Nato a Stoccarda il 19 gennaio 1901 da una prospera famiglia ebrea della classe media; studiò nelle Università di Friburgo,  Monaco e Tubinga dove, nel 1923, si laureò in Legge. Esercitò la professione di avvocato, e fu oratore politico per il Partito Socialdemocratico di Germania di Kurt Schumacher.
Nella sua autobiografia The Making of an Englishman Uhlman scrive: «Il 23 marzo 1933 mi telefonò Pazaurek. Aveva visto Dill, un giudice con il quale ero sempre stato in ottimi rapporti e che ora, con mio grande stupore, si rivelava per quello che era da tempo, cioè un membro del partito nazista. Dill gli aveva detto: Se vede Uhlmännle (il piccolo Uhlman) gli dica da parte mia che ora Parigi è bellissima. Sottolineo: "ora"». Compreso il messaggio, il 24 marzo Uhlman fuggì in Francia, e il 25 si stabilì a Parigi per iniziare una nuova vita. Qui, tuttavia, incontrò molte difficoltà: agli stranieri non era permesso avere un lavoro retribuito, e venivano immediatamente espulsi dalla Francia se scoperti. Uhlman si mantenne disegnando e dipingendo, e vendendo le sue opere privatamente quando poteva; per un certo tempo arrotondò le entrate con la vendita di pesci tropicali. L'attività di pittore riscuoteva un successo crescente, ma gli acquirenti rimanevano difficili da trovare.
Nell'aprile del 1936 si trasferì a Tossa de Mar, un piccolo villaggio di pescatori sulla Costa Brava in Spagna, ma di lì a poco scoppiò la guerra civile spagnola e quindi in agosto Uhlman decise di tornare a Parigi, passando per Marsiglia. Qui, mentre stava facendo una telefonata da un caffè a Diana Croft, un'amica londinese conosciuta a Tossa de Mar, gli venne rubato il portafogli, contenente la maggior parte dei suoi soldi e il suo passaporto. Uno straniero in Francia senza passaporto diventava di fatto un apolide soggetto ufficialmente a persecuzioni, all'arresto ed a una possibile espulsione. Demoralizzato e in preda alla disperazione, diede il suo numero di telefono di Parigi al titolare del bar, e continuò il suo viaggio verso la capitale. Il giorno dopo ricevette una telefonata dal suo albergo; il chiamante lo informò che aveva il portafogli e il passaporto e li avrebbe inviati a Uhlman il giorno seguente, perché era un correligionario di Uhlman, trattenendosi il dieci per cento del denaro " per coprire le spese". Il portafogli e il passaporto arrivarono l'indomani. Il 3 settembre 1936, Fred Uhlman sbarcò in Inghilterra senza soldi e senza conoscere una parola d'inglese. Due mesi dopo, il 4 novembre 1936, sposò Diana Croft.
Nove mesi dopo lo scoppio della Seconda Guerra Mondiale, nel giugno 1940, Uhlman, insieme a migliaia di stranieri originari di paesi nemici, fu confinato dal governo britannico sull'Isola di Man. Fu rilasciato sei mesi dopo e si poté ricongiungere con la moglie Diana Croft e la figlia, nata durante l'internamento.
Uhlman fece la sua prima mostra personale presso la Galerie Le Niveau a Parigi nel 1935. A Londra, espose alla Zwemmer Gallery nel 1938, e da allora cominciò ad esporre regolarmente in mostre personali e collettive in tutta la Gran Bretagna. Una mostra retrospettiva della sua opera si è tenuta presso il Leighton House Museum di Londra nel 1968. Il suo lavoro è presente in molte importanti gallerie pubbliche, tra cui il Fitzwilliam Museum di Cambridge e il Victoria & Albert Museum di Londra.
Nel 1971 pubblicò la sua opera più famosa: il romanzo "in miniatura" L'amico ritrovato (Reunion). Iniziò così la Trilogia del ritorno, che comprende anche Un'anima non vile e Niente resurrezioni, per favore. Inoltre pubblicò l'opera autobiografica Storia di un uomo (The Making of an Englishman).
L'amico ritrovato ebbe un immediato successo ed è stato tradotto in diciannove lingue; nel 1989, ne è stato tratto l'omonimo film di Jerry Schatzberg e più recentemente è stato adattato per il palcoscenico da Ronan Wilmot ed ha debuttato al New Theatre di Dublino il 9 novembre 2001 . "Si può sopravvivere con un solo libro" ha dichiarato prima di morire.
Nella sua carriera, Uhlman vinse numerosi premi.

## Opere
- Captivity: twenty-four drawings by Fred Uhlman (1946)
- An Artist in North Wales (1947)
- A Moroccan diary (1949)

Marocco, Parma, Guanda, 1996. ISBN 88-7746-886-6.
- The making of an Englishman (1960)

Storia di un uomo (1960), Milano, Feltrinelli, 1987. ISBN 88-07-07019-7.
- No coward soul. A letter written by Konradin von Hohenfels before his execution (1961)

Un'anima non vile. Una lettera scritta da Konradin von Hohenfels prima della sua esecuzione, Parma, Guanda, 1987. ISBN 88-7746-282-5.
- Viaggio in Medio Oriente, Parma, Guanda, 1996. ISBN 88-7746-886-6.
- Reunion (1971)

Ritorno, Milano, Longanesi 1979.
L'amico ritrovato, Milano, Feltrinelli, 1986. ISBN 88-07-05034-X.
- No resurrection, please (1979)

Per carità che i morti non risorgano, Milano, Longanesi, 1979.
Niente resurrezioni, per favore, Parma, Guanda, 1986. ISBN 88-7746-253-1. Milano, TEA, 1990. ISBN 88-7819-178-7.
- Beneath the lightning and the moon (1984)

Sotto i lampi e la luna, Parma, Guanda, 1995. ISBN 88-7746-780-0; Milano, TEA, 1997. ISBN 88-7818-207-9.